# 蘆名盛舜
蘆名盛舜（1490年－1553年11月21日）是日本戰國時代武將。蘆名氏第15代當主。官位是遠江守。父親是第13代當主蘆名盛高。母親是上杉房定的女兒。

## 經歷
永正18年（1521年）2月，因為兄長‧第14代當主蘆名盛滋死去而繼承家督。在繼任後，松本氏立刻就發起叛亂，因此把松本大學和他的弟弟藤左衛門擊倒，更成功鎮壓豬苗代氏的反亂，於是令家中安定下來。之後蘆名盛舜與伊達稙宗和相馬顯胤同盟，與岩城氏和白河結城氏對抗並向著中通地方擴大領土。
天文10年（1541年），把家督讓予兒子盛氏後隱居，於天文22年（1553年）8月21日死去。享年64歲。